# Ігровий туризм
Ігрови́й тури́зм (розважальний туризм) — різновид туризму, в якому туристи-учасники, що їх називають гравцями, керують ресурсами, даними через ігрові символи, з метою досягнення мети.
Головне завдання ігрового туризму — діяльність з розважальною та іноді навчальною метою.

## Види ігрового туризму
1. Дитячі ігри — для цього створюють в турзонах дитячу анімацію та ігрові кімнати для дітей.
2. Симуляції, наприклад скаутинг, квест-анімація.
3. Спортивні ігри, серед найпопулярніших спортивних ігор у туризмі: футбол, теніс, гольф, петанк, волейбол.
4. Логічні ігри, наприклад, серед рекреантів популярні кросворди, судоку, розумова анімація.
5. Настільні ігри, серед популярних настільних ігор на відпочинку: шахи, шашки, нарди, го.
6. Азартні ігри. Відмінністю азартних ігор є те, що виграш чи програш у них має не тільки символічне, а й реальне життєве значення — вони грають на гроші. А такі ігри дуже популярні в курортних зонах, коли туристи відпочивають і часто послаблюють свої соціальні гальма.
7. Комп'ютерні ігри, очевидно, саме тому в багатьох готельних комплексах встановлено комп'ютерні зали, де запеклі гравці комп'ютерних ігор проводять основний час своїх відпусток.
8. Рольові ігри, анімація в туризмі. В рольових іграх гравці діють у певному, заданому правилами, світі, беручи на себе певні вигадані ролі. Рольові ігри часто не носять змагального характеру, а призначені для того, щоб отримати задоволення від самого процесу гри.

## Найпопулярніші казино світу
- Baden-Baden, Баден-Баден, Німеччина.
- The Ritz Club, Лондон, Велика Британія.
- Atlantis, острів Парадайс, Нассау, Багами.
- The Venetian, Лас-Вегас, Невада, США.
- Sun-City, Сан-Сіті, ПАР.
- The Bellagio, Лас-Вегас, Невада, США.
- Metropol, Москва, Росія.
- Monte Carlo, Монте Карло, Монако.
- St. James Club, Антигуа.
- Mandarin Oriental, Макао, КНР.

## Комплекси парків розваг
- Паризький Діснейленд, Діснейленд (Париж), Франція.
- Токі́йський Діснейле́н, Токійський Діснейленд, Японія.
- «Всесвітній центр відпочинку Волта Діснея», Дісней Ворлд, США.
- Мережа сімейних тематичних парків "Леголенд", Legoland, Великобританія.
- Гардаленд, Гардаленд, Італія.
- Європа-Парк, Європа-Парк, Німеччина.
- Парк Тібідабо, Парк Тібідабо, Іспанія.
- Парк Casa de Campo, Парк Casa de Campo, Іспанія.
- Port Aventura, Port Aventura, Іспанія.
- Терра Мітіко (Земля Міфів) , Терра Мітіко (Земля Міфів), Іспанія.
- Сімейний парк розваг під дахом у Жговуві поблизу Лодзі "Мандорія",Мандорія, Польща.
- Етнопарк "Гуцул Ленд", "Гуцул Ленд", Україна.
- Парк легенд «Ґедзьо», «Ґедзьо», Україна.